# شهرک نن‌جیانگ
شهرک نن‌جیانگ (به چینی: 嫩江镇) یک شهرک در جمهوری خلق چین است که در تابعیت «شهر در سطح شهرستان» نن‌جیانگ (که خود در تابعیت «شهر در سطح ولایت» هئی‌هه در استان هئی‌لونگ‌جیانگ) واقع شده‌است. این شهرک در برگیرندهٔ منطقهٔ شهری اصلی «شهر در سطح شهرستان» نن‌جیانگ می‌باشد. ننجیانگ ۲۲۵ متر بالاتر از سطح دریا واقع شده‌است.
از لحاظ تقسیمات اداری،‌ این شهرک متشکل از ۱۲ محله و ۵ روستا می‌باشد.